# Sedielko
Das Sedielko (deutsch Kleiner Sattelpass, ungarisch Kis-Nyereg-hágó, polnisch Lodowa Przełęcz) ist ein 2376 m n.m. hoher Sattel (Pass) auf der slowakischen Seite der Hohen Tatra. Sie überquert den Hauptkamm der Hohen Tatra zwischen den Bergen Široká veža im Süden und Malý Ľadový štít im Bergmassiv des Ľadový štít im Norden und verbindet die Täler Zadná Javorová dolina im Talsystem Javorová dolina im Westen und Malá Studená dolina, genauer dessen Hochgebirgskessel Kotlina Piatich spišských plies im Osten.

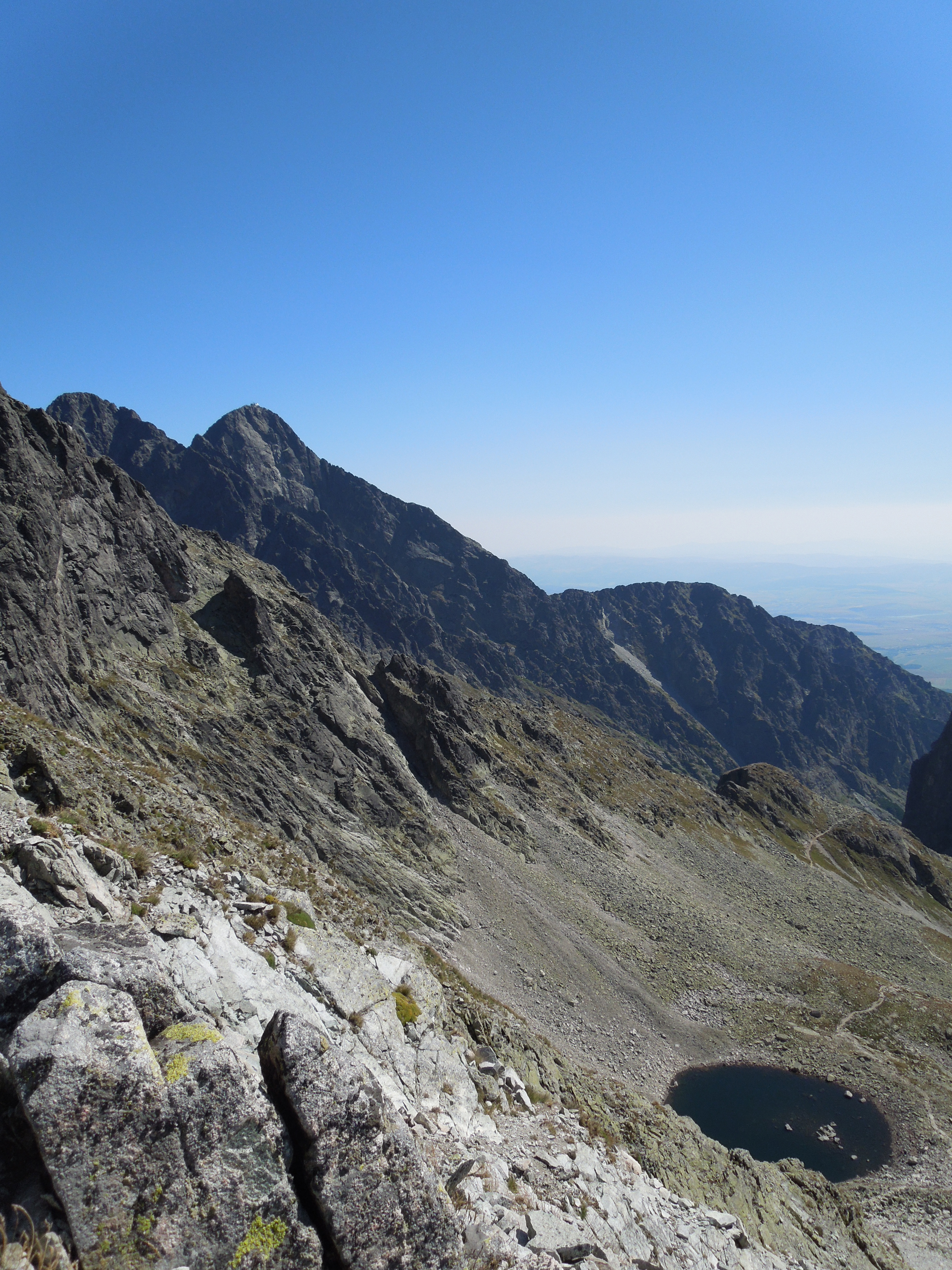
Blick von der Passhöhe Richtung See Modré pleso und Gipfel des Lomnický štít

Der Pass ist relativ leicht erreichbar und war seit jeher ein wichtiger Übergang zwischen den Nord- und Südseiten der Hohen Tatra. Wegen seiner Beliebtheit sah man als nicht nötig, den Sattel genauer zu benennen, und er heißt einfach Sedielko (slowakisches Diminutiv des Wortes sedlo, deutsch Sattel). Eine ähnliche Bedeutung haben die deutschen und ungarischen Namen, der polnische Name (Lodowa Przełęcz) weist hingegen auf die Lage im Bergmassiv des Ľadový štít hin. In älteren Quellen (z. B. Jahrbuch 1879 des Ungarischen Karpathenvereins) kommt auch der Name Nakarb-Sattel oder Nakarb-nyereg vor, der wohl vom goralischen Wort karb mit der Bedeutung Kerb oder Einschnitt abgeleitet worden ist.
1936 legte der Klub Tschechoslowakischer Touristen einen Wanderweg auf der Trasse eines älteren Jägerpfads an. Heute verläuft ein grün markierter Wanderweg von der Gabelung Pod Muráňom südlich von Tatranská Javorina zur Hütte Téryho chata im Tal Malá Studená dolina und weiter zur Gabelung bei der Hütte Zamkovského chata mit dem rot markierten Wanderweg Tatranská magistrála. Östlich des Sattels gibt es die Gabelung Pod Sedielkom, wo ein gelb markierter Wanderweg über die Scharte Priečne sedlo ins Tal Veľká Studená dolina und zur Hütte Zbojnícka chata beginnt. Das Sedielko ist der höchste touristisch erschlossene Sattel in der Hohen Tatra.